# Siuslaw
Ne doit pas être confondu avec Siuslaw (fleuve).
Le siuslaw est une langue amérindienne de la famille des langues siuslawanes parlée aux États-Unis, le long de la côte de l'Oregon.
Edward Sapir a inclus les langues siuslawanes dans son hypothèse des langues pénutiennes, au sein du sous-groupe des langues pénutiennes de la côte de l'Oregon.
La langue est éteinte depuis le milieu du  XXe siècle.

## Phonologie
Le tableau comprend les phonèmes consonantiques du siuslaw.

### Consonnes
|               |               | Bilabiale | Dentale  | Latérale | Palatale  | Vélaire | Uvulaire | Glottale |
| ------------- | ------------- | --------- | -------- | -------- | --------- | ------- | -------- | -------- |
| Occlusives    | Sourdes       | p [p]     | t [t]    |          |           | k [k]   | q [q]    | ʔ [ʔ]    |
| Occlusives    | Glottales     | pʼ[pʼ]    | tʼ[tʼ]   |          |           | kʼ [kʼ] | qʼ [qʼ]  |          |
| Fricatives    | Fricatives    |           | s [s]    | ɬ [ɬ]    | š [ ʃ ]   |         | χ [χ]    | h [h]    |
| Affriquées    | Sourdes       |           | c [t͡s]   | ƛ [t͡ɬ]   | č [ t͡ʃ ]  |         |          |          |
| Affriquées    | Glottales     |           | cʼ [t͡sʼ] | ƛʼ [t͡ɬʼ] | čʼ [ t͡ʃʼ] |         |          |          |
| Nasales       | Nasales       | m [m]     | n [n]    |          |           |         |          |          |
| Liquides      | Liquides      |           |          | l [l]    | ļ [lʲ]    |         |          |          |
| Semi-voyelles | Semi-voyelles | w [w]     |          |          | y [ j]    |         |          |          |